# William Kissam Vanderbilt II
Pour les articles homonymes, voir Vanderbilt.
William Kissam Vanderbilt II (Jr.), dit « Willie K. », né le 2 mars 1878 à New York et mort le 8 janvier 1944 dans la même ville (à 65 ans), était entre autres un pilote automobile et un skipper américain, ayant aussi eu un temps quelques intérêts dans le monde hippique.

## Biographie
Arrière petit-fils du commodore Cornelius Vanderbilt (homme en son temps « le plus riche du monde ») et petit-fils de William Henry Vanderbilt, il était le fils d'Alva Smith et de William Kissam Vanderbilt (propriétaire du voilier Defender vainqueur de la Coupe de l'America 1895), une dynastie de magnats de la construction maritime et des chemins de fer, lui-même ayant des occupations dans ce dernier secteur en devenant président de la New York Central Railroad (la NYC) durant une année à partir de 1918, après avoir été élu au conseil d'administration en 1910 dont le siège était sur la Cinquième Avenue, avec des bureaux situés à Grand Central Terminal (Manhattan). Son fils aîné devint tout naturellement W. K. V. III, et son frère Harold remporte la Coupe de l'America en 1930, sur l'Entreprise. Sa fille Muriel Vanderbilt était aussi dans le monde de l'élevage hippique.

## Les jeunes années
À l'âge de dix ans déjà, W. K. V. couvre les sept kilomètres séparant Beaulieu-sur-Mer de Monte-Carlo sur un tricycle à vapeur alors que sa famille est l'invitée du comte de Dion. Dix ans plus tard il s'achète un tricycle De Dion-Bouton 1898 livré à New York, alors que deux ans avant son mariage son beau-père Oliver H.P. Belmont s'était déjà offert une de ces voitures françaises à Newport. Propriétaire de plusieurs véhicules motorisés, il traverse fréquemment à grande vitesse les villes et villages de Long Island en allant vers Idle Hour pour rejoindre le domaine de ses parents à Oakdale. Il a ainsi plusieurs accidents, notamment avec sa Mercedes affectueusement appelée le White Ghost. À la longue l'idée de courir de façon plus organisée et en partie sur ses propres terres germe dans son esprit. Il ne reste que deux ans à l'université Harvard, ayant trop de passions à assouvir.

## Les années courses

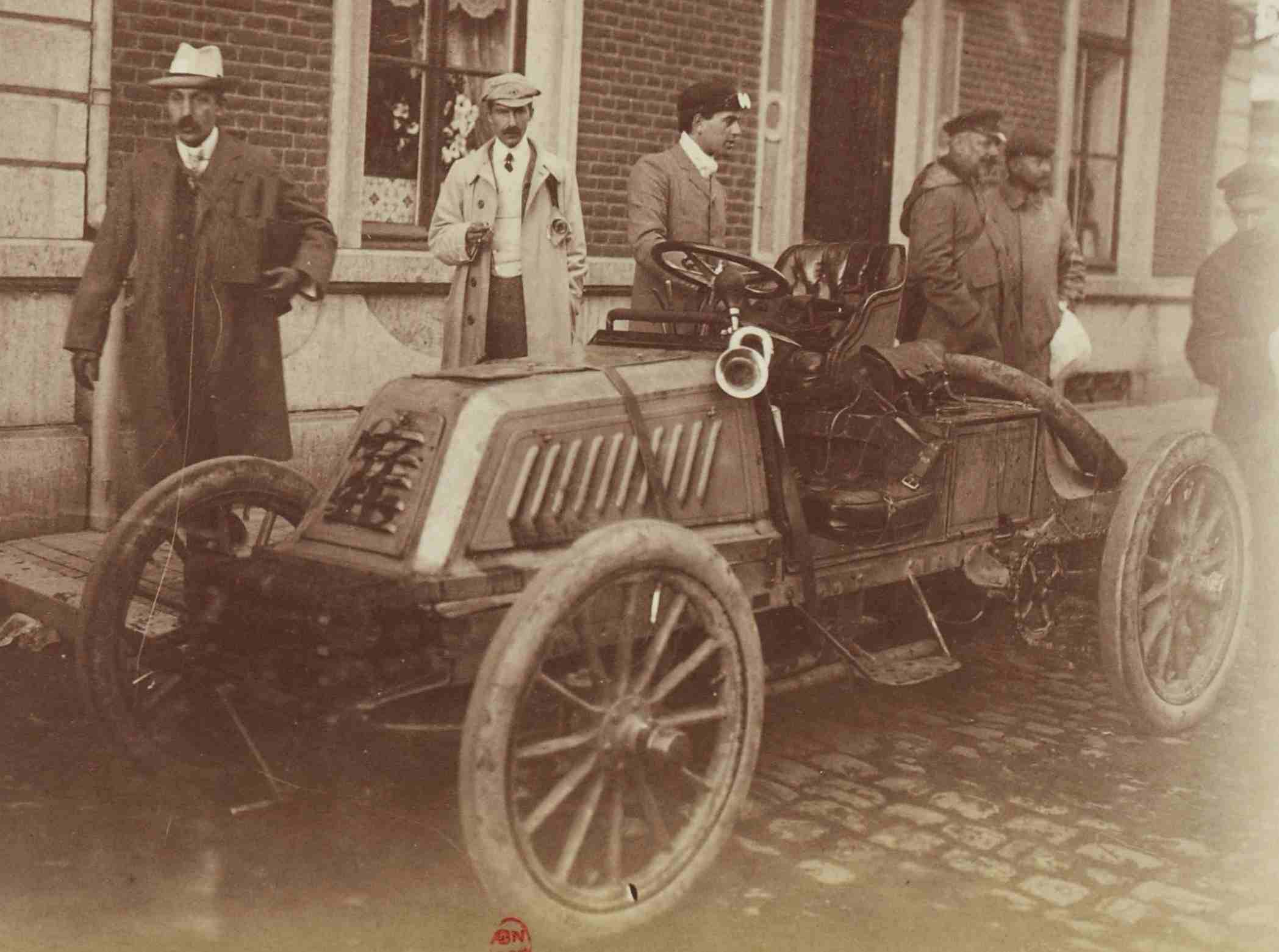
Vanderbilt sur Mors Z au circuit des Ardennes 1902.

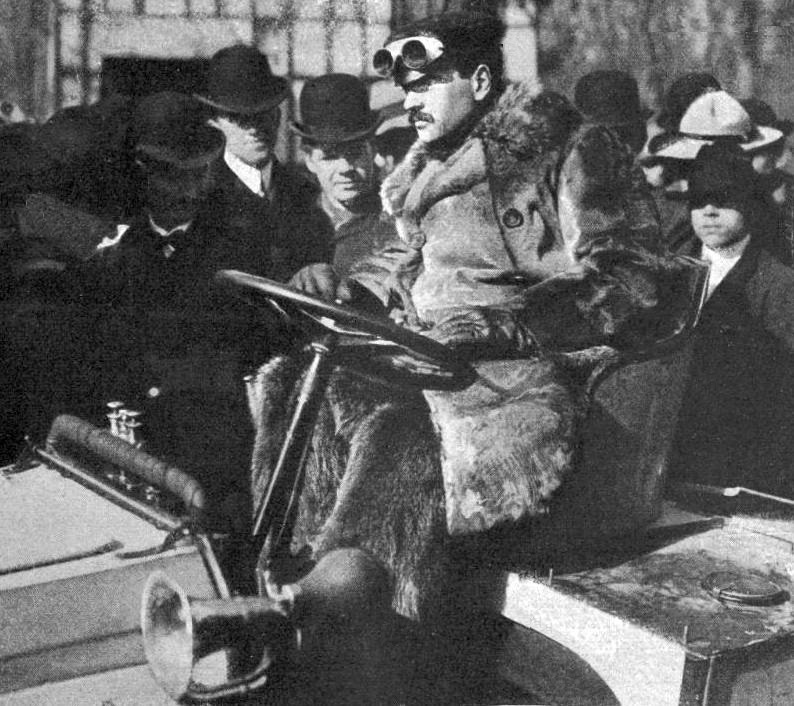
William Kissam Vanderbilt II, vainqueur de la course de côte d'Orange à Eagle Rock (USA), en décembre 1903.

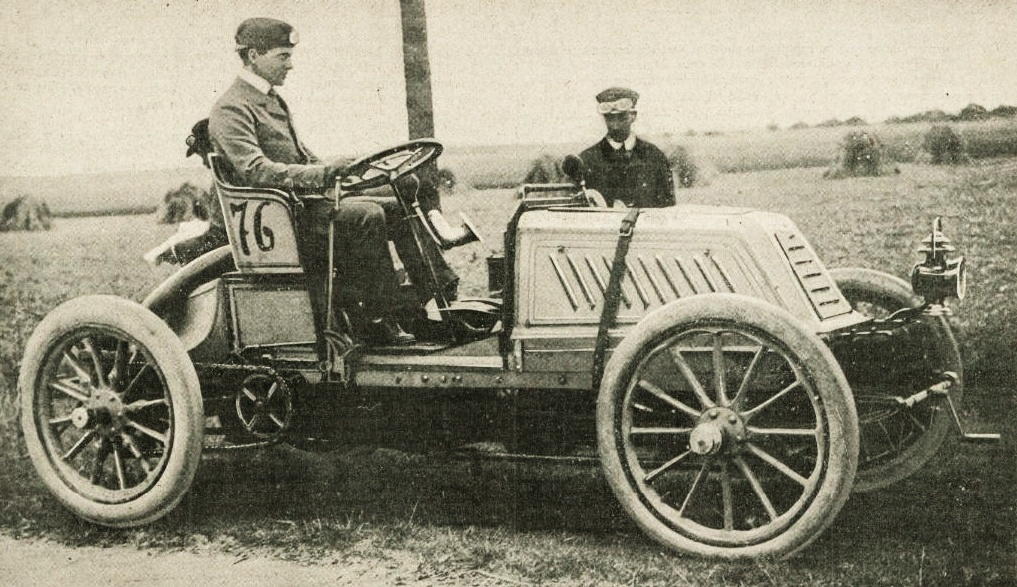
William Kissam Vanderbilt II, recordman du monde du kilomètre lancé et du mile en août 1902 à Ablis (sur Mors).

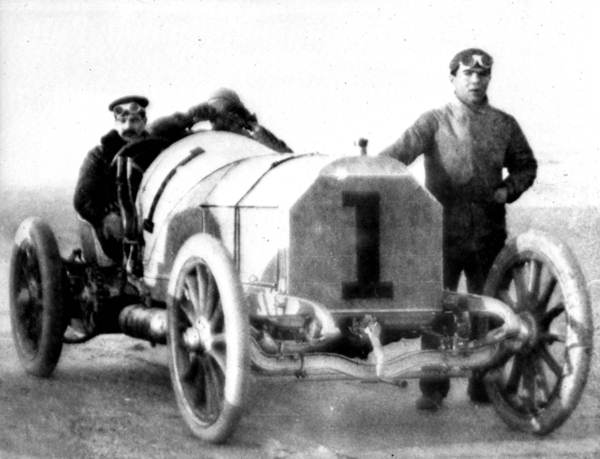
Vanderbilt à Ormond-Daytona Beach sur sa Mercedes 90HP de 1904, à la suite de son nouveau record officieux mondial du 28 janvier, à 148.542 km/h.

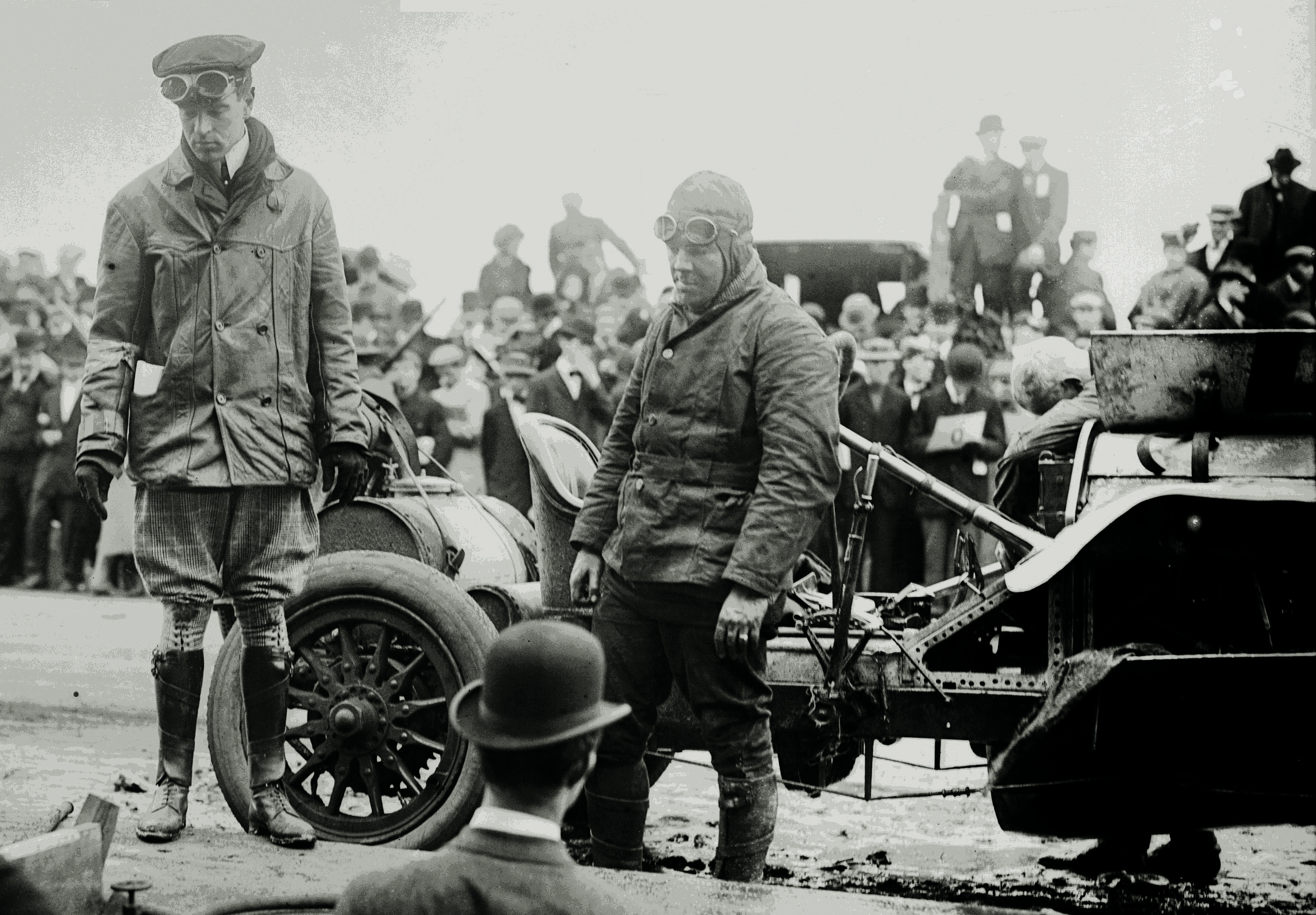
Vanderbilt lors de la Coupe Vanderbilt de 1908.

Marié en 1899 avec la fille d'un riche exploitant minier, il remporte en Yachting la Sir Thomas Lipton Cup en 1900 sur le Virginia (nommé ainsi en l'honneur de sa récente épouse) long de 21 mètres. En 1902 il fait construire le Deepdale, à Lake Success sur Long Island (NY). À bord des yachts familiaux, il effectue de fréquents voyages en Europe, participant parfois à des compétitions sur des voitures françaises ou allemandes.
Il organise entre 1901 et 1902 des compétitions automobiles de cinq milles à Aquidneck Park, près de Newport, qu'il domine le plus souvent dans une Daimler spécialement adaptée et appelée le Diable Rouge, en référence à Camille Jenatzy, puis il part en 1902 et 1903 disputer des courses plus rapides en Europe, dont un contre-la-montre à Achères, et il établit alors un record du monde sur voiture à essence homologué le 5 août 1902 à Ablis, à 122,478 km/h avec une Mors Z type Paris-Vienne à pneus Continental (temps 29" 2/5e, (battu trois mois plus tard par Henri Fournier à 14 kilomètres de là à peine, à Dourdan avec un modèle de même type). Il bat en même temps le record du mile, en 48" 2/5e. Peu avant fin juin il abandonne lors du Paris-Vienne, mais fin juillet il termine troisième du Circuit des Ardennes avec la Mors. L'année suivante en 1903, il dispute le Paris-Madrid avec la marque fin mai, mais il a un accident peu après le départ. Il abandonne également avec la Z à son second circuit des Ardennes, en juin.
De retour aux États-Unis, il aide à l'établissement de l'Association américaine des automobilistes (AAA), avec son Long Island Motor Club, l'un des neuf fondateurs, organisateur d'une course d'endurance (et de performance) de 100 miles en 1902. Fin novembre 1903, il remporte la troisième course de côte d'Eagle Rock (près de Newark, NJ, dite côte d'Orange), sur Mors 70HP. Déjà détenteur du record du mile en 39 secondes à 92 mètres à l'heure (en concurrence avec Barney Oldfield, David Bruce-Brown départagera définitivement les deux hommes en 1909), Vanderbilt établit en 1904 un nouveau record de vitesse sur terre (non homologué) à 148,54 km/h à bord d'une Mercedes 90HP tout spécialement préparée et directement importée d'Allemagne, surnommée Ormond Flier, à Daytona Beach sur le tracé de l'Ormond Beach Daytone race (Floride). Durant la semaine du Florida Speed Carnival, instauré en 1903, il gagne un total de neuf courses sur les dix organisées, dont le prestigieux Championnat de 50 miles de la coupe du week-end. Seul Barney Oldfield lui dame le pion une fois dans une brume marine matinale, devant 5 000 spectateurs plutôt huppés ; il améliore en outre sept records de vitesse durant ces journées. Oldfield fumait beaucoup de cigares bon marché, alors que lui-même conduisait avec un manteau de fourrure et des gants taillés sur mesure.
Durant l'année 1904 toujours, il finance les débuts de la Coupe Vanderbilt au début du mois d'octobre depuis son domaine de Long Island, premier trophée international majeur de course automobile organisé sur le sol américain, car il désirait ainsi stimuler l'industrie automobile américaine qu'il jugeait être en retard sur celle du vieux continent. Le difficile parcours de 300 miles (10 tours de 30 sur des routes publiques de l'île appartenant au comté de Nassau, ce qui provoqua la fureur des fermiers locaux, le samedi jour de l'organisation étant également jour de marché, mais la course fut autorisée par un jugement) accompli devant plus de 25 000 spectateurs est récompensé d'un trophée de 30 livres d'argent orné d'une frise le représentant en train de piloter triomphalement Ormond Flier, créé par Tiffany and Co.. Il invite les pilotes ayant disputé la Coupe Gordon Bennett en Europe. Sur les 18 équipages, 6 étaient français (dont le pilote Fernand Gabriel, vainqueur du Paris-Madrid et second de la course du New York Herald de Gordon Bennett disputée en Irlande en 1903), 6 Américains, 5 Allemands et 2 Italiens. Le mécanicien reste alors à bord pour maintenir la pression d'huile et servir de navigateur. Les manufacturiers Michelin et B.F. Goodrich participèrent à l'évènement. Un tableau d'affichage géant à double face est construit devant la tribune principale en 1905 et, en 1908 Vanderbilt construit tout spécialement un tronçon de route en béton pour son épreuve (le Long Island Motor Parkway de 44 miles, soit le tiers du trajet de course désormais, nécessitant pour sa réalisation d'annuler l'épreuve en 1907), qui fut la première faite avec ce type de matériau, sorte de prototype (avec ponts et viaducs) pour les futures autoroutes modernes, ayant coûté plusieurs millions de dollars et rétrocédé au comté de Nassau en 1938. Le but initial était par sécurité d'éviter le contact rapproché avec le nombreux public et ultérieurement couplée à un service de train elle devint une sortie rapide de Manhattan, lieu à la densité automobile sans pareille. Le premier vainqueur de la Vanderbilt Cup fut un Britannique monté sur une Panhard française, et il faut attendre 1908 pour que le jeune Américain George Robertson l'emporte, dans ce défi annuel contre les constructeurs du vieux monde.

## L'après-compétition

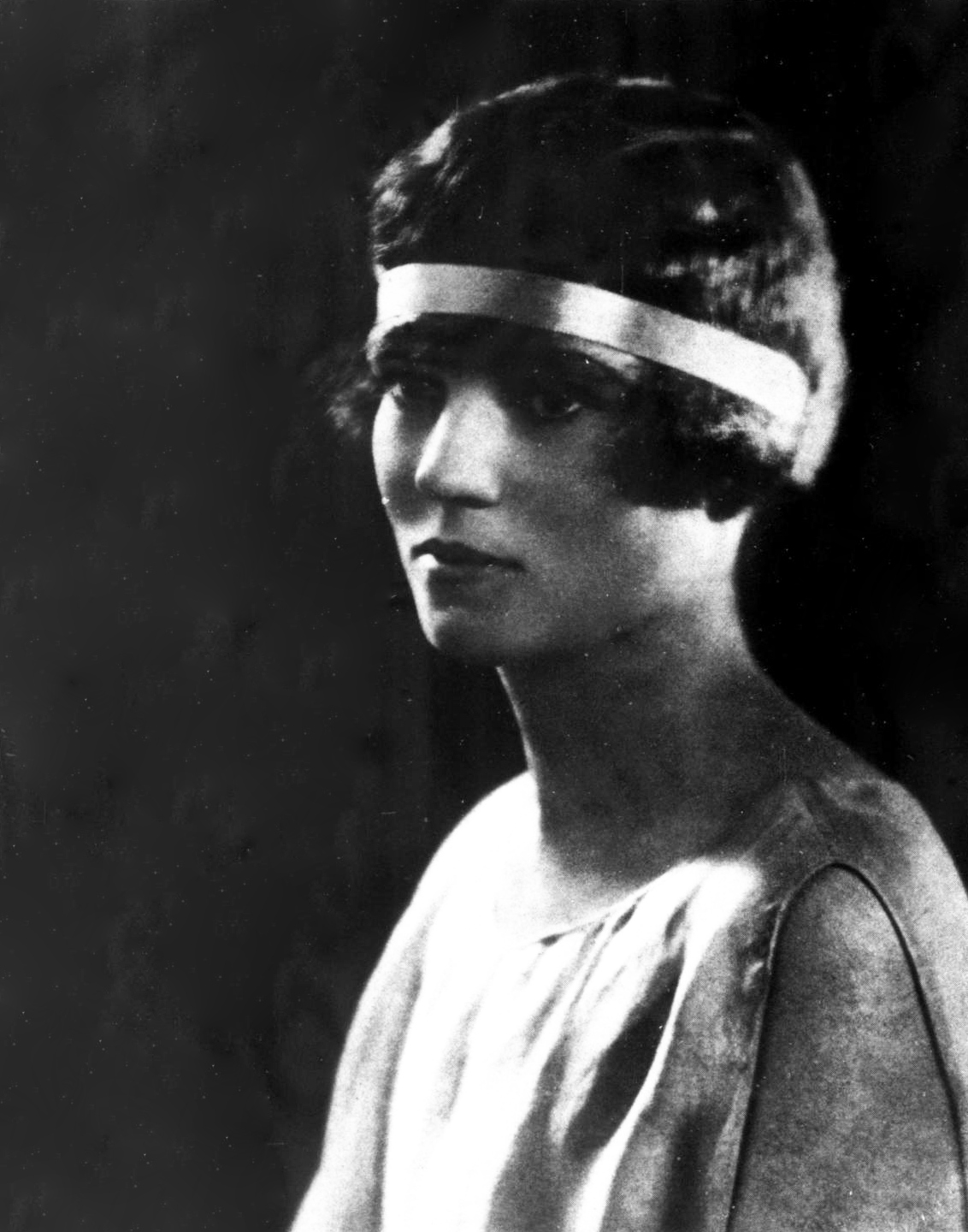
Sa fille Consuelo II Vanderbilt pour Harper's Bazaar (1925, Pach Brothers).

En 1917 il passe six mois en service actif dans la marine comme lieutenant (junior grade) aux commandes de l'USS Tarantula du Brooklyn Navy Yard, un yacht familial loué à l'armée de mer durant la guerre, effectuant des patrouilles dans les eaux du troisième district naval ainsi que des escortes de convois au large de New York et du New Jersey, avant d'entrer au New York Central Railroad. Il est promu capitaine de frégate de réserve en 1921.
Son père décédé en 1920, il poursuit une vie de voyages à bord de ses bateaux : il devient un naturaliste amateur, collectant alors des spécimens marins et des artéfacts, tout en collectionnant des objets anthropologiques. Il engage un temps un conservateur de musée américain d'histoire naturelle pour participer avec lui à un voyage scientifique aux îles Galápagos.

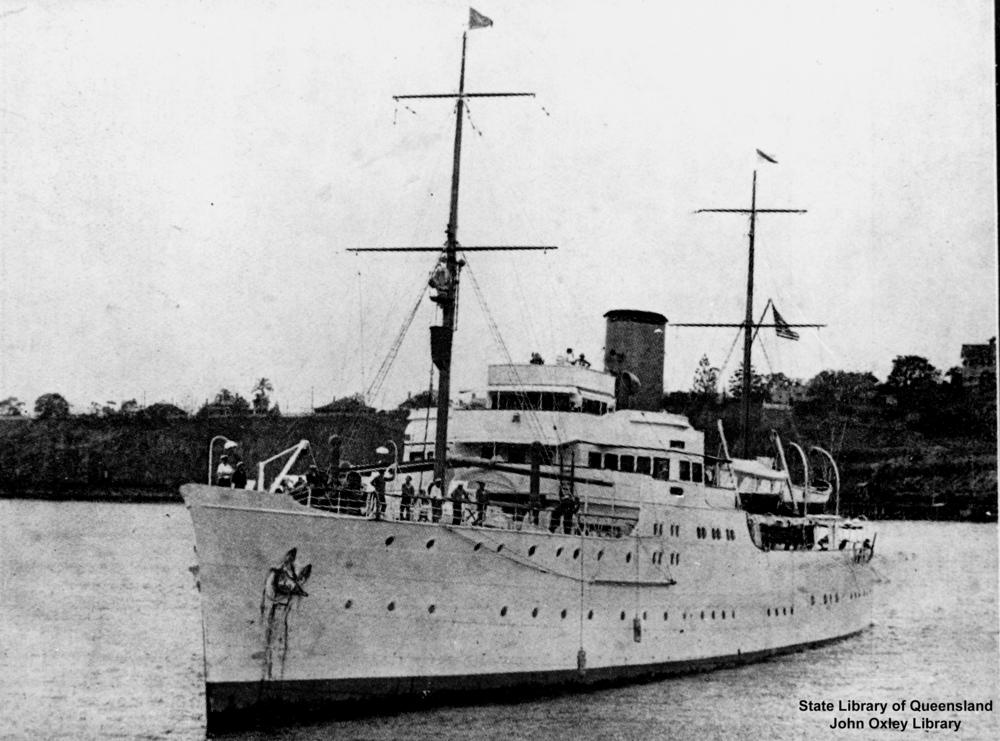
Le yacht Alva de Vanderbilt (construit à Kiel en mars 1931), faisant ici escale après son lancement à Brisbane, lors d'un tour du monde.

Divorcé en 1927, il épouse à l'hôtel de ville de Paris l'ancienne femme de l'homme politique et héritier d'une importante chaîne de grands magasins John Wanamaker, laquelle l'avait jusqu'alors discrètement attendu à Passy. Il construit aussi à cette époque un manoir de style renaissancce espagnole à Centerport (Long Island), appelé le Nid d'aigle (Eagle's Nest, qui abrite désormais le musée Vanderbilt), au sein du vaste ensemble Alva Base avec installations pour son yacht (l'Alva, construit à Kiel et long de plus de 80 mètres), un hangar à hydravions, des courts de tennis, des piscines et un parcours de golf de onze trous, le tout agencé par l'architecte Maurice Fatio (en). Ce à quoi s'ajoutait une ferme dans le Tennessee à Kedgwick Lodge, ainsi qu'un pavillon de chasse sur la rivière Restigouche, au Nouveau-Brunswick (Canada).
En 1933 son fils William Kissam Vanderbilt III lui aussi passionné d'automobile et de voyages se tue dans un accident de voiture en Caroline du Sud. W. K. V. Il cède l'Alva à la marine américaine en 1941, qui le reconditionne en canonnière, l'USS Plymouth (PG-57) (coulée le 5 aout 1943 par un sous-marin allemand au large de la Virginie.), et il décède à son tour trois ans plus tard d'une maladie cardiaque. Il est enterré dans le mausolée familial au cimetière morave de Staten Island, à New York.